# Jerzy Domański
Jerzy Alojzy Domański (ur. 21 czerwca 1951 w Chorzowie) – polski politolog i dziennikarz, działacz sportowy, w latach 1989–1991 prezes Polskiego Związku Piłki Nożnej, od 1999 redaktor naczelny tygodnika „Przegląd”, od 2000 prezes Stowarzyszenia Dziennikarzy Rzeczypospolitej Polskiej.

## Życiorys
Ukończył nauki polityczne i dziennikarstwo na Uniwersytecie Warszawskim.
W latach 80. był kierownikiem Wydziału Prasy KC PZPR. Od 10 czerwca 1989 do 25 marca 1991 był prezesem Polskiego Związku Piłki Nożnej. Od 1991 jest członkiem honorowym PZPN. W 1999 pozostawał w strukturach Związku, jako członek jego zarządu z ramienia Mazowieckiego ZPN.
W latach 1995–1999 pełnił funkcję redaktora naczelnego „Przeglądu Tygodniowego”. W wyborach parlamentarnych w 1997 bez powodzenia ubiegał się o mandat poselski z listy Sojuszu Lewicy Demokratycznej w okręgu katowickim. 
Od 1999 jest redaktorem naczelnym wydawanego przez Fundację „Oratio Recta” lewicowego tygodnika „Przegląd” oraz prezesem Agencji Wydawniczo Reklamowej Aratus S.A. działającej na rynku wydawniczym (właściciel spółki Towarzystwo Wydawnicze i Literackie Sp. z o.o.) i deweloperskim. Od 2000 jest prezesem Stowarzyszenia Dziennikarzy Rzeczypospolitej Polskiej. Od maja 2005 do 29 marca 2006 był przewodniczącym rady nadzorczej PAP-u, następnie odwołany a decyzją Sądu Apelacyjnego w kwietniu 2007 przywrócony na to stanowisko. W 2006 był członkiem rady nadzorczej Ruch S.A. powstałej ze spółdzielni RSW Prasa-Książka-Ruch.
Domański jest członkiem honorowym Unii Stowarzyszeń i Organizacji Polskich w Ameryce Łacińskiej.

## Odznaczenia i nagrody
- Złote odznaki honorowe za zasługi dla Warszawy
- Nagroda m. st. Warszawy[5]
- Medal Komisji Edukacji Narodowej (1982 i 2002)
- Srebrny Krzyż Zasługi (1985)
- Nagroda im Aleksandra Małachowskiego, za dziennikarską niezależność[6]